# Lăpușnicu Mare, Caraș-Severin
Lăpușnicu Mare este satul de reședință al comunei cu același nume din județul Caraș-Severin, Banat, România.